# Zastava Angole
Zastava Angole usvojena je 11. studenog 1975.
Sastoji se od boja crvene i crne.
Prva teorija o simbolici jest da crvena predstavlja socijalizam, a crna Afriku.
Druga je da crveno predstavlja krv prolivenu za neovisnost, a crno afrički kontinent.
Simbol u sredini predstavlja industriju i seljake, a rađen je po uzoru na sovjetski simbol komunizma.
2003. godine predložena je nova zastava koja neće podsjećati na krvavu prošlost, već ulijevati nadu za bolju budućnost. 